# Belebtes Wasser

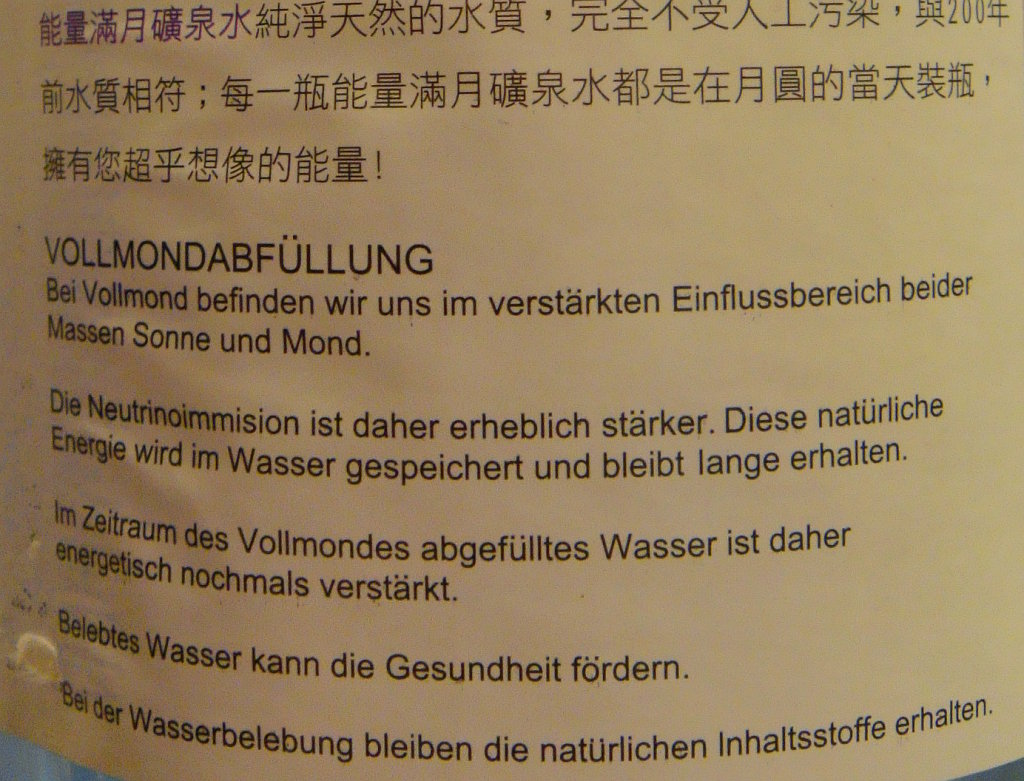
Belebtes Wasser aus Österreich, das u. a. nach Taiwan exportiert wird: Ein bei Vollmond abgefüllter Liter kostet rund das Dreifache von belebtem Wasser ohne Vollmondabfüllung.

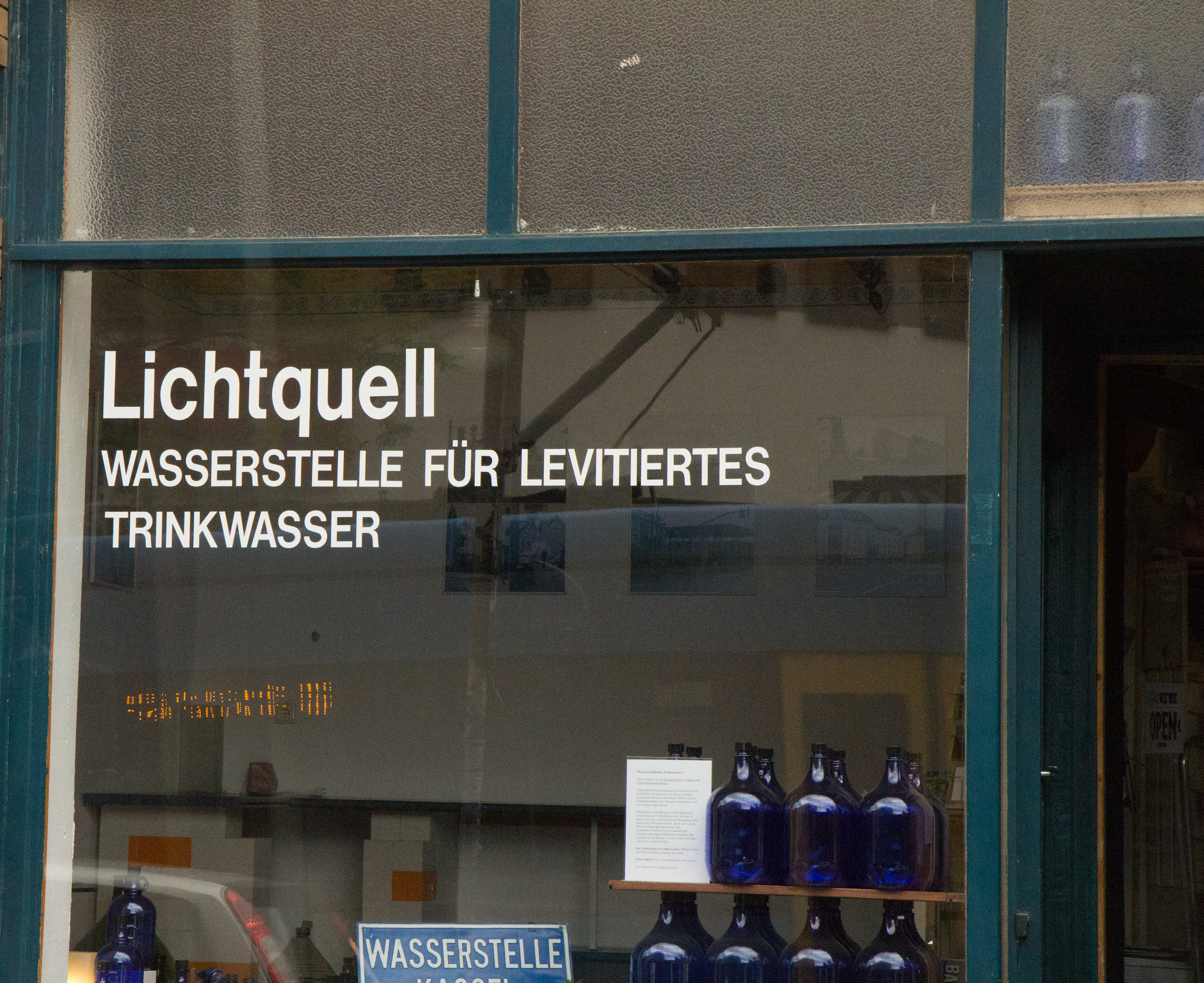
Laden für levitiertes Wasser in Kassel

Belebtes Wasser, auch als levitiertes, vitalisiertes, informiertes, strukturiertes, hexagonales oder Granderwasser bezeichnet, ist Wasser, das laut der Behauptung seiner Hersteller und Vermarkter auf verschiedene Weisen behandelt wurde und dadurch für etliche Einsatzzwecke „verbessert“ worden sein soll. Hinweise auf tatsächliche Veränderungen des Wassers gibt es nicht. Außerdem gibt es Produkte, die mit dem Versprechen vermarktet werden, dass sie es den Verbrauchern ermöglichen, selbst belebtes Wasser herzustellen, wobei unter anderem behauptet wird, die „hexagonale Struktur“ von Leitungswasser sei zerstört worden und lasse sich mit einem „Wasserenergetisierer“ wieder herstellen.
In der Schweiz ist es seit 1999 verboten, mit einer therapeutischen Wirkung des Wassers zu werben. In Österreich darf Granderwasser (benannt nach Johann Grander) gemäß einem Gerichtsurteil aus dem Jahr 2006 als „aus dem Esoterik-Milieu stammender parawissenschaftlicher Unfug“ bezeichnet werden.

## „Belebung“
Viele Maßnahmen zur angeblichen Belebung von Wasser werden mit dem österreichischen Parawissenschaftler Johann Grander verknüpft, der eigene Methoden und Geräte dazu entwickelt hat. Exemplarisch wird im Folgenden „Granderwasser“ thematisiert, die wissenschaftlichen Widerlegungen lassen sich jedoch auch auf ähnliche Konzepte übertragen.

## Historische Vorläufer (Entwicklung)
Folgende Entwicklungen werden von Vertretern der Theorie im Zusammenhang gesehen:
- In der Fünf-Elemente-Lehre des Daoismus, die unter anderem in der traditionellen chinesischen Medizin von Bedeutung ist, wird jedem Element eine Eigenschaft zugeschrieben und die Wechselwirkung mit einem weiteren Element beschrieben. Daraus wird ein Wechselwirkungskreislauf abgeleitet: „Holz nährt Feuer, Feuer nährt Erde, Erde nährt Metall, Metall nährt Wasser, und Wasser nährt wiederum Holz.“[5]

- Hildegard von Bingens Edelsteinwasser: Im vierten Buch ihrer Physica beschreibt sie die Wirkung von 24 Steinen auf den menschlichen Körper, aber auch die Schädlichkeit anderer Steine. Hierbei ist dezidiert keine Belebung des Wassers gemeint, jedoch schrieb sie den Steinen eine Wirkung zu, die über Wasser in den Körper eingeleitet werde.[6]

- Im 20. Jahrhundert erforschte der österreichische Förster und Parawissenschaftler Viktor Schauberger die „spezielle Energie des Wassers“. Schauberger berief sich hierbei vor allem auf die dem Wasser eigene positive Wirkung hoher Dichte, wenn es bei niedriger Temperatur eingesetzt wird. Ferner berief er sich auf das Prinzip des hohen sich entfaltenden Energiegehalts von Wasser im Zusammenhang mit zykloider („gesetzmäßiger“) Bewegung. „Niedrige Temperatur und gesetzmäßige Bewegung waren seiner Meinung nach auch die Bedingungen dafür, daß das Wasser seine Trag- und Sogkraft bewahren konnte.“[7] Für seine Hypothesen fehlt jegliche wissenschaftliche Bestätigung.  Unbestritten ist seine erfolgreiche Tätigkeit bei der Konstruktion von Holzschwemmanlagen.

## Sogenannte Wasserbelebung nach Grander

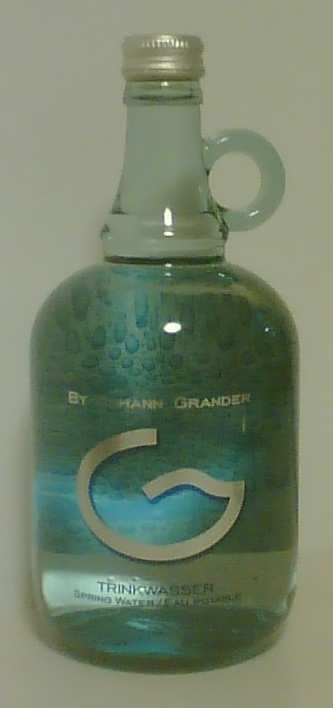
Eine Flasche Granderwasser

Ein von dem 2012 verstorbenen Nordtiroler Unternehmer Johann Grander gegründetes Unternehmen bietet Wasser an, das an einem mit sogenanntem „Informationswasser“ gefüllten Metallzylinder (meist aus Kupfer) vorbeifließt. Dadurch soll es in seiner „Struktur“ verändert werden und besondere, nicht näher beschriebene Eigenschaften erhalten. Angeblich soll ein Glas mit Granderwasser durch solche „Informationsübertragung“ auch das Wasser in einem danebenstehenden Glas so verändern können, dass es die Eigenschaften von Granderwasser bekommen soll.
Grander gab an, die Anweisungen zur Entwicklung des Granderwassers von Gott bekommen zu haben: „…der die Entstehung von Granderwasser auf seine guten Verbindungen zu Gott zurückführt, Antwort auf seine Fragen ‚von oben‘ bekam und von sich selbst behauptete, ein anderer Mensch zu sein, seit ihm vor 30 Jahren Jesus Christus erschienen sei“.
Grander und die kommerziellen Vertreter seiner Produkte versprechen zudem etliche pseudowissenschaftliche physikalische und biologische Wirkungen, die derart behandeltes Wasser angeblich habe. So werden beispielsweise positive Wirkungen auf Ernährung, Getreideanbau und Gesundheit versprochen. Es gibt jedoch keine wissenschaftlichen Studien und keine empirischen Hinweise, die den Nachweis erbringen oder nahelegen, dass derartig behandeltes Wasser die behauptete Wirkung hätte.
Charakteristisch für die Kommunikationspolitik des Grander-Unternehmens ist die Vorgehensweise, die beworbenen Wirkungen nie direkt anzuführen, sondern ausschließlich indirekt über ausgewählte Kundenrückmeldungen, sogenannte Testimonials, herauszustellen. Beispiele dieser Kundenreferenzen sind über mehrere Branchen hinweg ersichtlich.
Das Unternehmen Grander machte 2010 mit dem Vertrieb von Wasserbelebungsgeräten und Utensilien in Verbindung mit dem Granderwasser einen Jahresumsatz von etwa 16 Millionen Schweizer Franken, etwa 12,7 Millionen Euro. Die Jahresumsätze des Unternehmens sind seit 2008 stark rückläufig. Die Rechercheplattform Addendum berichtet von einem Umsatzrückgang von 13 auf 8 Millionen Euro bis 2018. Die Süddeutsche Zeitung beziffert den Jahresumsatz im Juli 2023 mit 6 Millionen Euro.

### Angebliche Wirkungen und ihre Bewertung
Keine der von Grander oder seinen Kunden behaupteten Wirkungen konnte reproduzierbar nachgewiesen werden. Auf der Internetseite von Grander werden einzelne vorwissenschaftliche und wissenschaftliche Arbeiten vorgestellt: eine Diplomarbeit, eine Dissertation und eine Studie.
Die folgenden Aussagen wurden naturwissenschaftlich widerlegt:
- Wasserbelebung habe eine entgiftende Wirkung. Hierzu die österreichische Bundesanstalt für Wassergüte in ihrem Gutachten 1993 wörtlich: „Granderwasser hat keinerlei entgiftende Wirkung. Anders lautende Behauptungen, wie die zuvor von Grander-Vertretern getroffene Aussage (Zitat Gutachten: ‚Das Gerät »Wasserbelebung 380« bewirkt laut Angabe der Vertreter der Umwelt-Vertriebs-Organisation eine Entgiftung von kontaminierten Wässern‘) sind falsch.“[15]
- Wasserbelebung bzw. Wasserenergetisierung habe eine bakterientötende Wirkung. In der Zusammenfassung seiner Diplomarbeit schreibt Rudolf Hammer dazu: „Die Ergebnisse zeigen, dass eine generelle Wirksamkeit der Wasserenergetisierungsgeräte der Hersteller UVO KG und Naturkraft Biotechnologie GmbH im mikrobiologischen Bereich der Trinkwasserhygiene besonders im Hinblick auf eine mikrobizide bzw. desinfizierende Wirkung nicht gegeben ist.“[16][17]
- Eine bereits vorhandene Verkeimung werde sich reduzieren, sodass man das „belebte“ Wasser bei Leitungen, die lange keinen Durchfluss hatten, einsetzen kann. Bei Schwimmbädern könne man den Chlorzusatz reduzieren.[18] Auch an Müllkippen befindliche Teiche wurden angeblich bereits so behandelt. Eine mikrobizide oder desinfizierende Wirkung ist jedoch nachweislich nicht gegeben.[16]
- Die Oberflächenspannung des Wassers werde herabgesetzt.[19][20] Dies könne in Wäschereien ausgenutzt werden, wobei beispielsweise der Waschmitteleinsatz wesentlich herabgesetzt werde. Auch Autowaschanlagen seien ein Einsatzgebiet. Diese Behauptung stützt sich auf eine Diplomarbeit von Klaus Faißner, bei der das „belebte“ Wasser durch einen Weichmacher enthaltenden Gummigartenschlauch floss, die Vergleichsmuster aber nicht, was einen methodischen Fehler darstellt. Die Messdaten konnten nicht reproduziert werden. Moderne Waschmittel können zudem sehr gering dosiert werden und haben in Verbindung mit zeitgemäßen Anlagen immer noch vertretbare Waschergebnisse. Weder der pH-Wert noch die Leitfähigkeit oder der Sauerstoffgehalt werden durch die „Belebung“ verändert,[19] die Wasserhärte ebenfalls nicht.[21]
- Belebtes Wasser sei „energiereicher“ und soll deshalb weniger UV-Strahlung absorbieren. Dieser Zusammenhang wurde in der Berner Fachhochschule im Jahr 2005 widerlegt.[21]
- Als Zusatz in Heiz- oder Kühlanlagen sollen Ablagerungen in Leitungen und Kühltürmen verhindert werden. Dies würde zunächst eine Senkung der Wasserhärte bedingen, die jedoch erwiesenermaßen nicht stattfindet.[21]
- Belebtes Wasser wirke sich positiv auf das Wachstum von Pflanzen aus. Hintermann und Basler 1998 dazu: „Granderwasser hat keinen Einfluss auf das Pflanzenwachstum, ebensowenig wie andere ‚esoterische‘ Verfahren.“[22] „Weder das Versuchsgerät ‚Flexibler Wasserbeleber’ der Firma Innutec (Grander) noch der physikalische Wasseraufbereiter Aquavital erzielte die versprochenen Resultate.“[19]

Zu den folgenden Aussagen sind keine direkten Untersuchungen bekannt:
- Das Wasser werde „in einen Zustand höherer Ordnung versetzt“. Vorgebliche Funktionsweise: In diesen Geräten ist eine kleine Menge Granderwasser eingeschweißt. Das „belebte“ Wasser kommt also nie in Berührung mit dem zu veredelnden Leitungswasser, dem Wasser werde nichts hinzugefügt und nichts weggenommen. Dennoch wird behauptet, das durch das Gerät hindurchfließende Leitungswasser werde durch die Grander-Technologie in einen Zustand höherer Ordnung versetzt. Dies widerspricht dem Zweiten Hauptsatz der Thermodynamik, wonach in einem geschlossenen adiabatischen System die Entropie nicht abnehmen und das System ohne Energiezufuhr daher nur in einen Zustand niedrigerer Ordnung übergehen kann.
- Bäckereien benötigten für den gleichen Teig und dieselbe Menge Brot weniger Wasser, und das so hergestellte Brot bliebe länger frisch. Auch diese Wirkung ist sehr unwahrscheinlich, da der pH-Wert, die Leitfähigkeit und der Sauerstoffgehalt durch die „Belebung“ nicht verändert werden[19] und auch die Wasserhärte nicht verändert wird.[21]
- Die Haltbarkeit des Wassers werde ohne Qualitätsverlust um einige Jahre verlängert, weshalb angeblich auch große Mineralwasserabfüller ihr Wasser damit behandeln.

2019 verbreitete die Firma Grander über die eigene Website sowie über eine PR-Seite im Kitzbüheler Anzeiger die Meldung, die Wirksamkeit des Granderwassers sei nun wissenschaftlich nachgewiesen. Der Physiker Florian Aigner beurteilte die Meldung kritisch: Der veröffentlichte Artikel habe keinen Bezug zu den vom Unternehmen aufgestellten Behauptungen der „Wasserbelebung“.
Im Dezember 2019 wurde das Unternehmen für sein „Lebenswerk“ mit dem Negativpreis Goldenes Brett vorm Kopf ausgezeichnet.

## Naturwissenschaftliche Einschätzung

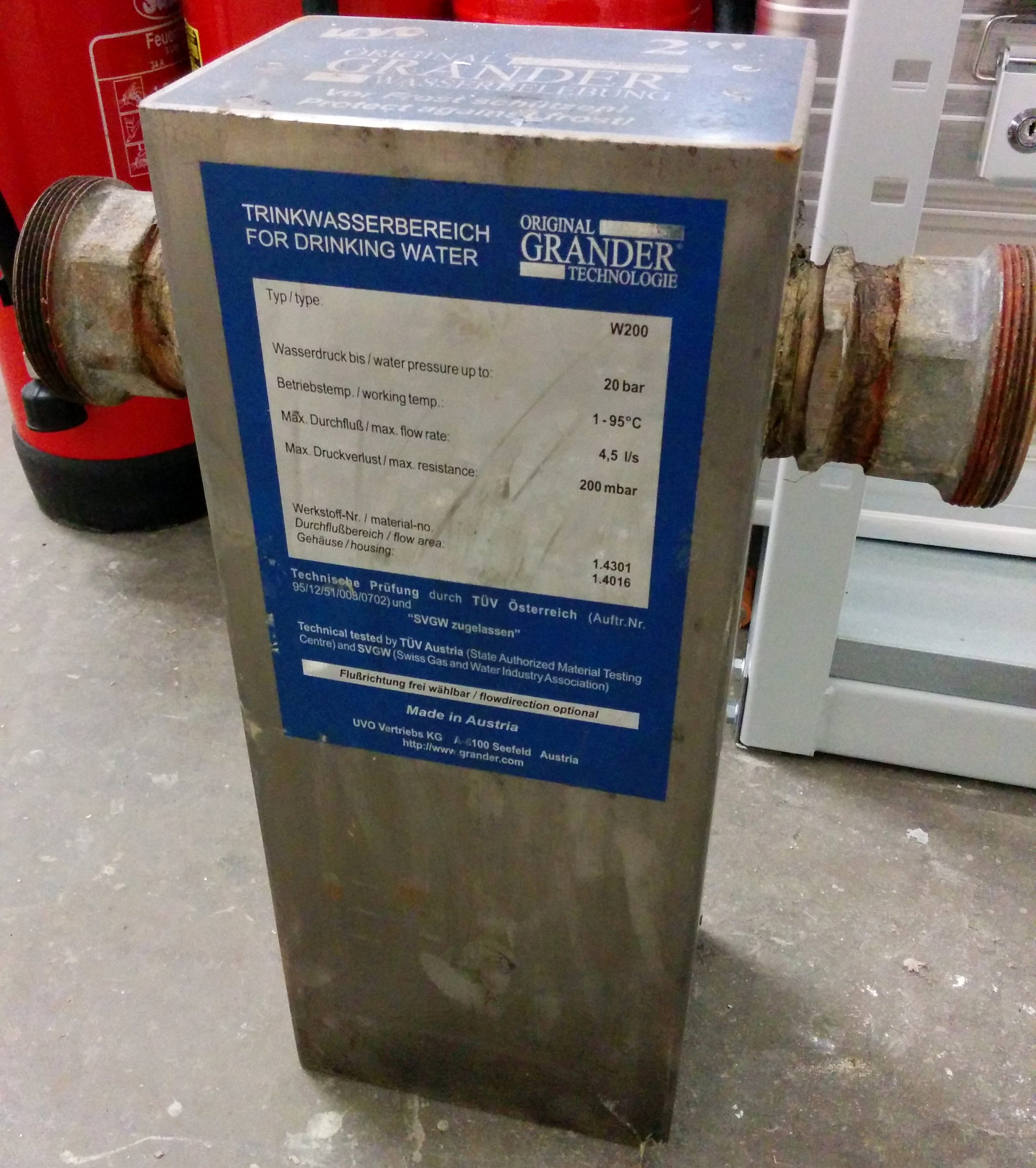
Wasserbelebungsmodul für Hauptwasserleitungen

Wassermoleküle sind Dipolmoleküle und liegen im flüssigen Wasser nicht frei und voneinander unabhängig vor, sondern sind über Wasserstoffbrückenbindungen vernetzt. Dadurch bilden sich auch größere kurzlebige Einheiten, sogenannte „Wassercluster“.
Vom belebten Wasser sagen die Hersteller, dass dessen Information verändert sei, indem die Cluster beispielsweise durch Wasserwirbel „umstrukturiert“ würden. Worin genau diese Veränderung bestehen soll und welche Strukturen was auslösen würden, wird von den Herstellern nicht definiert bzw. als „nicht bekannt“ deklariert.
Wasserstoffbrückenbindungen existieren jedoch immer nur für sehr kurze Zeit und brechen innerhalb von Picosekunden wieder auf, während sich an anderen Bindungsstellen genauso rasch wieder neue Brücken und somit neue Cluster bilden. Experimentell ist die extreme Kurzlebigkeit der Mikrostrukturen im Wasser auch an der Rotationsdiffusion des Wassers zu erkennen (die regellose, durch Zufallsbewegungen erzeugte Änderung der Richtung der Symmetrieachsen der Wassermoleküle in der Flüssigkeit, deren charakteristische Zeiten ebenfalls im Picosekundenbereich liegen). Diese speziellen Eigenschaften des Wassers sind der Grund für seine zahlreichen Anomalien.
Eine bleibende Umstrukturierung der Cluster ist wegen der Kurzlebigkeit jeder einzelnen Wasserstoffbrückenbindung unmöglich.

## Weitere Wasserbelebungs-Hypothesen
- Die angebliche Entdeckung des französischen Virologen Luc Montagnier, dass Lösungen mit DNS eines Virus oder eines Bakteriums „Radiowellen im Niedrigfrequenzbereich ausstrahlen“ und diese Radiowellen das Wasser auch nach zahlreichen Verdünnungen beibehalte, konnte sich in der Wissenschaftsgemeinde nicht durchsetzen.[28]
- Jacques Benveniste, ein französischer Mediziner, veröffentlichte 1988 in der Zeitschrift Nature Ergebnisse, nach denen hochgradig verdünnte Antigene über einen „Gedächtniseffekt“ des Wassers Leukozyten beeinflussen. Diese Effekte ließen sich allerdings nicht reproduzieren[29][30] und selbst Benveniste gelang es unter Aufsicht des Nature-Chefredakteurs John Maddox und des amerikanischen Pseudowissenschaften-Gegners James Randi nicht, diese Effekte zu reproduzieren.[31]
- Masaru Emoto nahm an, dass Wasser verbale Botschaften aufnimmt, und behauptete, dies über Fotografien von gefrorenen Wassertropfen belegen zu können. Emotos Annahmen stehen in erheblichem Widerspruch zu bestehenden Erkenntnissen der Wasserchemie und -physik. Insbesondere seine Methodik kann nach den für die Wissenschaft geltenden Qualitätsanforderungen nicht bestehen. Da sich seine vermeintlichen Erkenntnisse weder logisch noch empirisch nachvollziehen lassen, werden seine Ideen von der Fachwelt nicht ernst genommen.[32][33] 2003 bot die James Randi Educational Foundation Emoto 1 Million US-Dollar, wenn er die Ergebnisse seiner Studien in einem Doppelblindversuch reproduzieren könne.[34]

## Juristische Auseinandersetzungen
- Die Firma Rayonex Biomedical vertrieb hochpreisige Geräte für Heilpraktiker zur Stimulierung der menschlichen Regulationsmechanismen mit Programmen zu Wasserenergetisierung, Ozonschutz, Tinnitus, Lern- und Konzentrationsstörungen und vielen anderen Einsatzgebieten. Die Werbung mit Masaru Emotos unbelegter Theorie der Informationsspeicherung von Wasser, erkennbar durch die Kristallstruktur von Eis, und ebensolche Effekte der vertriebenen Geräte wurde neben vielen anderen Aussagen unter Androhung von 250.000 Euro Ordnungsgeld oder an den Geschäftsführern zu vollziehender Ordnungshaft bis zu 6 Monaten vom Landgericht Dortmund untersagt.[35]
- In Neuseeland wurde der Vertreiber für Granderwasser wegen Irreführung der Verbraucher zu einer Strafe und zu Schadenersatz von umgerechnet rund 77.000 Euro verurteilt.[36] Die urteilende Richterin bezeichnete die entsprechenden Produkte als Quacksalberei und Pseudowissenschaft.
- Die Bezeichnung „aus dem Esoterik-Milieu stammender, parawissenschaftlicher Unfug“ für Granderwasser ist laut dem Oberlandesgericht Wien sachlich begründet, ebenso wie der Vorwurf, dass „Menschen, die an gefährlichen Krankheiten wie etwa Borreliose oder Krebs leiden, möglicherweise leichtgläubig auf dringend notwendige medizinische Behandlung verzichten und auf die Wirkung des Wunderwassers vertrauen“.[37] Der Vorwurf des Betrugs war nicht haltbar, weil aufgrund des dreimonatigen Rücktrittsrechts der Käufer von Grander-Utensilien eine Bereicherungsabsicht, ein Tatbestandsmerkmal des Betrugs, nicht zu erkennen war.[37]
- Dem Hersteller Biopol wurde 2009 vom Landgericht Ansbach unter Androhung von 250.000 Euro Ordnungsgeld untersagt, mit der Belebung von Wasser durch die Geräte Travel und Magnum zu werben. Dies betraf insbesondere die Mauertrockenlegung, aber auch die behauptete Zuführung von ursprünglicher, natürlicher „Information“ an Trinkwasser und somit medizinische, gustatorische, radiologische Effekte, Kalkdeaktivierung und die angebliche Leistungsverbesserung von Treibstoff.[38]
- Dem Unternehmen DWDL wurde 2010 vom Landgericht Bielefeld untersagt, mit der Veränderung von Wasser durch Magnetfelder zu werben.[39]
- Der Hersteller Tennant vertrieb 2013 Scheuersaugmaschinen mit angeblicher Wasseraktivierung und der Werbeaussage, dass das aktivierte Wasser kein zusätzliches Reinigungsmittel benötige. Dies wurde 2013 vom Landgericht Stuttgart unter Androhung von 250.000 Euro Ordnungsgeld untersagt, 41.209,67 Euro nebst Zinsen mussten an Kärcher geleistet werden.[40]
- In Österreich gab es ab März 2018 heftige Auseinandersetzungen über die Anwendung pseudowissenschaftlicher und esoterischer Produkte und Methoden in Krankenhäusern wie des Granderwassers, der „energetischen Reinigung“ oder sogenannter „Geo Waves“. Die Verantwortlichen eines derartigen Auftrags für das Krankenhaus Nord in Wien waren heftiger Kritik ausgesetzt, die Präsidentin des Obersten Sanitätsrats ist zurückgetreten.[41] In einem Bericht der Tageszeitung Der Standard darüber heißt es: „Andere Landeskliniken setzen stolz auf Grander-Wasser. Das Landesklinikum Baden etwa machte dazu 2006 sogar eine Aussendung zum ‚energetisierten‘ Grundwasser in seiner Einrichtung. Auch im Landesklinikum Deutschlandsberg fließt Grander-Wasser durch die Leitungen. Im Spital in Steyr wurde um 2017 auch noch auf der Website explizit darauf hingewiesen, dass Grander-Wasser angeboten wird, dieser Satz ist aber mittlerweile von der Website verschwunden.“[42]

## Belebter Schnee
Von einigen Unternehmen wird auch eine „Energetisierung“ oder „Belebung“ des Schnees durch speziell behandeltes Wasser für Schneekanonen angeboten. Einige Unternehmen bieten auch Verfahren an, die durch „Elektrosmogentstörung und Wasseraktivierung“ die Struktur des Kunstschnees der des Naturschnees angleichen sollen. Aus wissenschaftlicher Sicht sind diese Behauptungen unbelegt, ihnen wird mit denselben Argumenten wie bei der „Wasserbelebung“ widersprochen.